# باحبشي (الضليعة)
'

تعديل مصدري - تعديل

باحبشي هي إحدى قرى عزلة الضليعة بمديرية الضليعة التابعة لمحافظة حضرموت، بلغ تعداد سكانها 31 نسمة حسب تعداد اليمن لعام 2004.